# Cañamares
Cañamares település Spanyolországban, Cuenca tartományban. Cañamares Albalate de las Nogueras, Fuertescusa, Priego, Cañizares és La Frontera, Cuenca községekkel határos. Lakosainak száma 454 fő (2024).

## Népesség
A település népessége az utóbbi években az alábbiak szerint változott:
| Lakosok száma | 580  | 616  | 542  | 534  | 543  | 498  | 485  | 466  | 459  | 454  |
|               | 2001 | 2004 | 2006 | 2009 | 2011 | 2014 | 2016 | 2019 | 2021 | 2024 |